# Чефандзар
Чефандзар, вариант: Чефанзар, Чифандзар (осет. Цъыфындзӕр) — болото в верховьях реки Урух (Ирафский район Северной Осетии, Россия).

## Описание
Болото расположено на высоте 2400 м, оно тянется на 3 км, максимальная ширина болота — 1,5 км.
Когда-то на этом месте было большое моренное озеро, образованное деятельностью ледников. Затем на месте озера путем его зарастания образовалось болото. Сфагновое заболачивание, наблюдаемое на болоте Чефандзар, сравнительно молодое явление, развившееся после отступания ледников. В болоте накоплены трехметровые толщи торфа.